# Pogonomyrmex colei
Pogonomyrmex colei es una especie de hormiga inquilina de la subfamilia Myrmicinae nativa de California, Nevada y Arizona que parasita nidos de Pogonomyrmex rugosus.

## Biología
Se secuenció el genoma de Pogonomyrmex colei para un estudio que examina cómo esta y otros tipos de hormigas parásitas sin casta de obreras pueden haber alterado su genoma para llegar a un estado sin que estas existan. En comparación con las hormigas con un conjunto completo de castas, no pareció haber pérdida de genes en las hormigas parásitas. Esto sugiere que en las ganancias y pérdidas de castas predominan las diferencias regulatorias y no las diferencias de secuencia.